# Jean Bart (író)
Jean Bart, igazi nevén Eugeniu P. Botez, (Burdujeni, 1874. november 28. – Bukarest, 1933. május 12.) román író.

## Élete
A Botoșani megyei Burdujeni-ben (ma Szucsáva része) született Panait Botez, generális, és Smaranda fiaként. Az elemi iskolát Păcurari-ban végezte, ahol tanítója Ion Creangă volt. Tengerésztiszti iskolában végzett, ezután különböző tisztségeket töltött be a hajózási és kikötői adminisztrációban. Egyik alapítója volt a Revistei Maritime című folyóiratnak, és megalapította a Román Tengerészeti Szövetséget (Liga Navală Română). Jean Bart fontos újításokat vezetett be a román prózába: a hajónaplót és a tengeri karcolatot - ezeket szinte mindig az ő nevével együtt emlegetik. Eredeti és hiteles műveket írt, ilyen az Europolis című műve, mely az első regény, amely egy román kikötővárosról szól. Az író meghonosította a román irodalomban a tengeri, kikötői és a tengerészi életmód szemléletét. Írói álnevét is egy francia kalóztól kölcsönözte.

## Művei
- Jurnal de bord, 1901, karcolatok
- Datorii uitate, 1916, háborús emlékek
- În cușca leului, 1916, háborús emlékek
- Prințesa Bibița, 1923, regény
- În Deltă…, 1925
- Pe drumuri de apă, 1931
- Europolis, 1933, regény
  - Europolis. Regény; ford. Beke György, utószó George Ivacu; Irodalmi és Művészeti, Bukarest, 1960

## Fordítás
- Ez a szócikk részben vagy egészben  a   Jean Bart című román Wikipédia-szócikk ezen változatának fordításán alapul.  Az eredeti cikk szerkesztőit annak laptörténete sorolja fel. Ez a jelzés csupán a megfogalmazás eredetét és a szerzői jogokat jelzi, nem szolgál a cikkben szereplő információk forrásmegjelöléseként.